# Ente Nacional de Alto Rendimiento Deportivo
El Ente Nacional de Alto Rendimiento Deportivo (ENARD) es una entidad de derecho público no estatal y autárquica, sin fines de lucro, de gestión público-privada de Argentina, creada en 2009. Está codirigido igualitariamente por el Comité Olímpico Argentino y la Agencia de Deporte Nacional. Su función es administrar los recursos económicos y de infraestructura necesarios para el deporte de alto rendimiento y la representación internacional deportiva. 

## Historia

### Creación
El ENARD fue creado mediante la Ley N° 26.573 sancionada el 2 de diciembre de 2009. La iniciativa fue aprobada por amplia mayoría en el Congreso de la Nación.  La ley define al ente como una persona jurídica de derecho público no estatal conformada por la Secretaría de Deporte de la Nación y el Comité Olímpico Argentino.
La ley establece que los recursos financieros del ente provengan de un cargo del uno por ciento (1%) aplicado sobre el abono que las empresas de telefonía celular facturaron a sus clientes por los servicios de comunicaciones brindados (Artículo 39, inciso a de la Ley 26.573). El ENARD comenzó a funcionar en agosto de 2010. Los ingresos entre 2010 y 2014, como resultado del aporte del 1% de las facturas de telefonía móvil habían sido hasta entonces los siguientes:
| Ingresos del ENARD 2010-2014 | Ingresos del ENARD 2010-2014 | Ingresos del ENARD 2010-2014 |
| Año                          | Monto en pesos               | Monto dólar oficial          |
| ---------------------------- | ---------------------------- | ---------------------------- |
| 2010                         | 57.773.735                   | 14.443.433                   |
| 2011                         | 146.315.158                  | 34.026.780                   |
| 2012                         | 189.267.488                  | 38.626.017                   |
| 2013                         | 246.972.419                  | 37.995.756                   |
| 2014                         | 321.000.000                  | 37.764.705                   |
| Fuente: ONDAF.               |                              |                              |

Con dicho fondo el ENARD sostiene becas para deportistas, entrenadores y técnicos, cobertura médica para los mismos, infraestructura deportiva, un laboratorio de control de dopaje y los gastos que demanden las competencias.
A partir de la puesta en marcha del ENARD, unos 1.659 deportistas fueron becados, entre los que se encuentran 894 de alto rendimiento. Una de las actividades principales del ENARD ha sido la asignación de becas a deportistas, entrenadores y técnicos. Debido al escaso aporte privado para sostener la actividad deportiva en la Argentina, las becas del Enard han adquirido una importancia de primer orden para el apoyo al deporte de alto rendimiento. Entre 2010 y 2015 el ENARD otorgó unas 7.000 becas deportivas.
Entre tras obras de infraestructura deportiva se destaca la construcción del Polo deportivo de la Ciudad de Córdoba, con una pileta olímpica inaugurada en 2014 y una pista de atletismo. En 2012 se instaló una filial del ENARD en la localidad de El Trébol, Provincia de Santa Fe. En 2015 se construyó un nuevo gimnasio en Paraná. En remo, compra de botes de última generación para todas las pruebas, de peso óptimo tanto para hombres como para mujeres.

### Cambios estructurales
A partir del 23 de diciembre de 2016 se establecieron siete tipos de becas, según que el o la deportista hubiera ganado una medalla o un diploma, en los niveles olímpico/paralímpico, panamericano/parapanamericano, suramericanos/parasuramericanos y jóvenes talentos. Las becas están ligadas al rendimiento deportivo acreditado, así como al compromiso de completar los estudios secundarios, estar afiliado a la federación deportiva correspondiente y representar al país cuando sea requerido. 
Durante la presidencia de Mauricio Macri, con la sanción de la Ley 27.430, se deroga el artículo anteriormente citado, reemplazando la fuente de financiamiento y estableciendo que el Poder Ejecutivo Nacional incluirá a partir de 2018 en cada proyecto de Ley de Presupuesto de la Administración Nacional el monto anual a transferir al ENARD.

## Funciones
La ley 26.573 establece las siguientes funciones:
1. Asignar becas a deportistas dedicados a actividades y competencias deportivas conforme lo establezca la reglamentación de la presente ley;
2. Complementar los subsidios de la Secretaría de Deporte de la Nación para solventar los gastos que demande la participación en competencias deportivas internacionales que consten en el calendario oficial de la respectiva Federación Internacional y que se encuentren incluidas en el presupuesto anual, aprobado por el Directorio Ejecutivo;
3. Solventar honorarios de entrenadores y técnicos afectados al alto rendimiento;
4. Contratar especialistas en ciencias aplicadas al deporte y adquirir los elementos necesarios para el entrenamiento de los deportistas;
5. Brindar apoyo económico para la organización de competencias nacionales e internacionales a realizarse dentro del territorio de la República Argentina;
6. Asegurar la cobertura médico-asistencial de los deportistas, entrenadores y técnicos contemplados en la presente ley;
7. Solventar los costos de mantenimiento del laboratorio de control de dopaje, dependiente de la Secretaría de Deporte de la Nación;
8. Arbitrar las medidas conducentes para el apoyo a los deportistas paralímpicos;
9. Implementar planes, programas, proyectos y acciones a través de unidades ejecutoras públicas o privadas, nacionales, provinciales, municipales o de la Ciudad Autónoma de Buenos Aires idóneas para tales cometidos, no pudiendo este concepto exceder el diez por ciento (10%) de los recursos recaudados en forma anual.

## Infraestructura

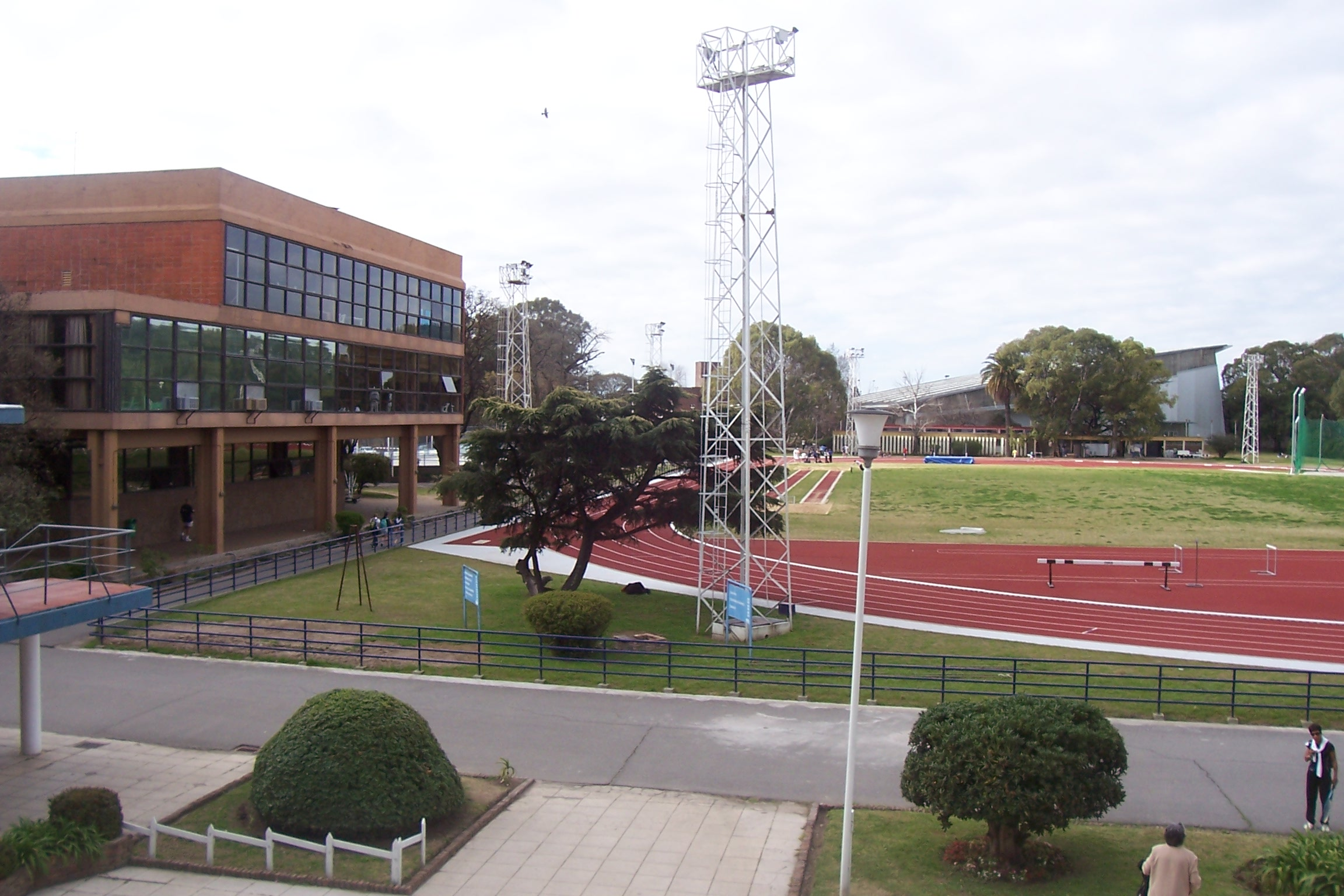
El Centro Nacional de Alto Rendimiento Deportivo (CENARD), inaugurado en 1953.

Entre la infraestructura construida, financiada o adquirida por el ENARD se destaca:
- Centro Nacional de Alto Rendimiento Deportivo (CENARD), inaugurado en 1953 en el barrio de Núñez en la ciudad de Buenos Aires. Allí se han construido varias canchas del hockey sobre césped, la cancha para fútbol para ciegos, etc.
- Polo deportivo de la Ciudad de Córdoba, con una pileta olímpica inaugurada en 2014 y una pista de atletismo.[13]
- Filial del ENARD en la localidad de El Trébol, provincia de Santa Fe[9]
- Gimnasio en Paraná[10]

## Becas
Una de las actividades principales del ENARD ha sido la asignación de becas a deportistas, entrenadores y técnicos. Debido al escaso aporte privado para sostener la actividad deportiva en la Argentina, las becas del Enard han adquirido una importancia de primer orden para el apoyo al deporte de alto rendimiento.
A partir del 23 de diciembre de 2016 se establecieron siete tipos de becas, según que el o la deportista hubiera ganado una medalla o un diploma, en los niveles olímpico/paralímpico, panamericano/parapanamericano, suramericanos/parasuramericanos y jóvenes talentos:
| Becas ENARD \| Beca \| Nivel \| Logro \| Plazo \| \| ----------------------------- \| ---------- \| ------------------------------------------------------------------------------------------------ \| -------------- \| \| Olímpica/Paralímpica \| Excelencia \| Medallista olímpico, paralímpico o campeón mundial \| Hasta 24 meses \| \| Olímpica/Paralímpica \| Proyección \| Diploma olímpico o medallista de campeonato mundial \| Hasta 24 meses \| \| Paramericana/Parapanamericana \| Excelencia \| Medalla de oro en Toronto 2015, campeón panamericano o título equivalente \| Hasta 24 meses \| \| Paramericana/Parapanamericana \| Proyección \| Medallista en Toronto 2015, medallista en campeonato panamericano, o logro equivalente \| Hasta 24 meses \| \| Suramericana/Parasuramericana \| Base \| Medalla en Juegos Suramericanos, medallista en campeonatos sudamericanos, equivalente o superior \| Revisión Anual \| \| Jóvenes Talentos \| Proyección \| Top 3 Sudamericano de la categoría, logro equivalente o superior \| Permanente \| \| Fuente: ENARD.[15] \| \| \| \| |            |                                                                                                  |                |
| Beca | Nivel      | Logro                                                                                            | Plazo          |
| Olímpica/Paralímpica | Excelencia | Medallista olímpico, paralímpico o campeón mundial                                               | Hasta 24 meses |
| Olímpica/Paralímpica | Proyección | Diploma olímpico o medallista de campeonato mundial                                              | Hasta 24 meses |
| Paramericana/Parapanamericana | Excelencia | Medalla de oro en Toronto 2015, campeón panamericano o título equivalente                        | Hasta 24 meses |
| Paramericana/Parapanamericana | Proyección | Medallista en Toronto 2015, medallista en campeonato panamericano, o logro equivalente           | Hasta 24 meses |
| Suramericana/Parasuramericana | Base       | Medalla en Juegos Suramericanos, medallista en campeonatos sudamericanos, equivalente o superior | Revisión Anual |
| Jóvenes Talentos | Proyección | Top 3 Sudamericano de la categoría, logro equivalente o superior                                 | Permanente     |
| Fuente: ENARD. |            |                                                                                                  |                |

Las becas están ligadas al rendimiento deportivo acreditado, así como al compromiso de completar los estudios secundarios, estar afiliado a la federación deportiva correspondiente y representar al país cuando sea requerido. Entre 2010 y 2015 el ENARD otorgó unas 7.000 becas deportivas.

## Autoridades
El ENARD está coadministrado igualitariamente por la Secretaría de Deportes de Presidencia de la Nación y el Comité Olímpico Argentino. La presidencia del Directorio Ejecutivo es rotativa, entre ambos socios. De los cinco miembros que representan a cada socio en la asamblea, al menos uno debe ser exdeportista olímpico o de alto rendimiento. Del mismo modo, dos de los ocho miembros del Directorio deben ser exdeportistas olímpicos o de alto rendimiento.

## Impacto del ENARD
Existe un amplio consenso sobre el hecho de que la creación del ENARD impacto fuertemente en el mejoramiento de la actividad deportiva en la Argentina. Un artículo del diario La Nación, escrito dos años después de la creación del ente, dice:

Se podrá estar políticamente de acuerdo o no con esta ley sancionada por el Senado (55 votos a favor y uno en contra), pero es indudable que el efecto derrame surgido del presupuesto del ENARD significó un maná para cada disciplina, por más humilde que fuera. Los 14 botes de última generación para el remo, la concentración en la altura de San Luis de Potosí (México) para varias delegaciones, la multiplicación del presupuesto (el pentatlón moderno pasó de 6000 pesos anuales a 1.500.000), la suma de equipamiento y numerosas giras son algunos beneficios de esta fuerte inyección económica para el deporte argentino. Quizá sirva como síntesis la menuda y delicada figura de Milagros Carrasco Pini, sorpresiva medallista de bronce en gimnasia rítmica. Hace cuatro años envió una carta de lectores a un diario de circulación nacional en la que escribía con urgencias: "Tengo 15 años y desde 2003 integro la selección argentina de gimnasia rítmica. He realizado siete viajes internacionales, los cuales han sido costeados por mis padres; en este momento ellos no pueden hacerlo y no tengo sponsor. El primer torneo es en Nueva York, en abril, y voy a perder esta oportunidad". El martes pasado, cuando consiguió el tercer puesto en el concurso de cintas, Milagros relató el periplo que ella soñaba. "Durante años mis padres me bancaron todo para que pudiera competir. En 2011 realizamos viajes a Las Vegas, Toronto, Montreal y participé en un Premundial en Francia; además, estuvimos un mes entrenándonos en Madrid, intervinimos en torneos en Polonia y Holanda y nos adaptamos a la altura de Guadalajara en San Luis Potosí. ¿La verdad? Más no puedo pedir".
La Nación